# Catedrala din Lund

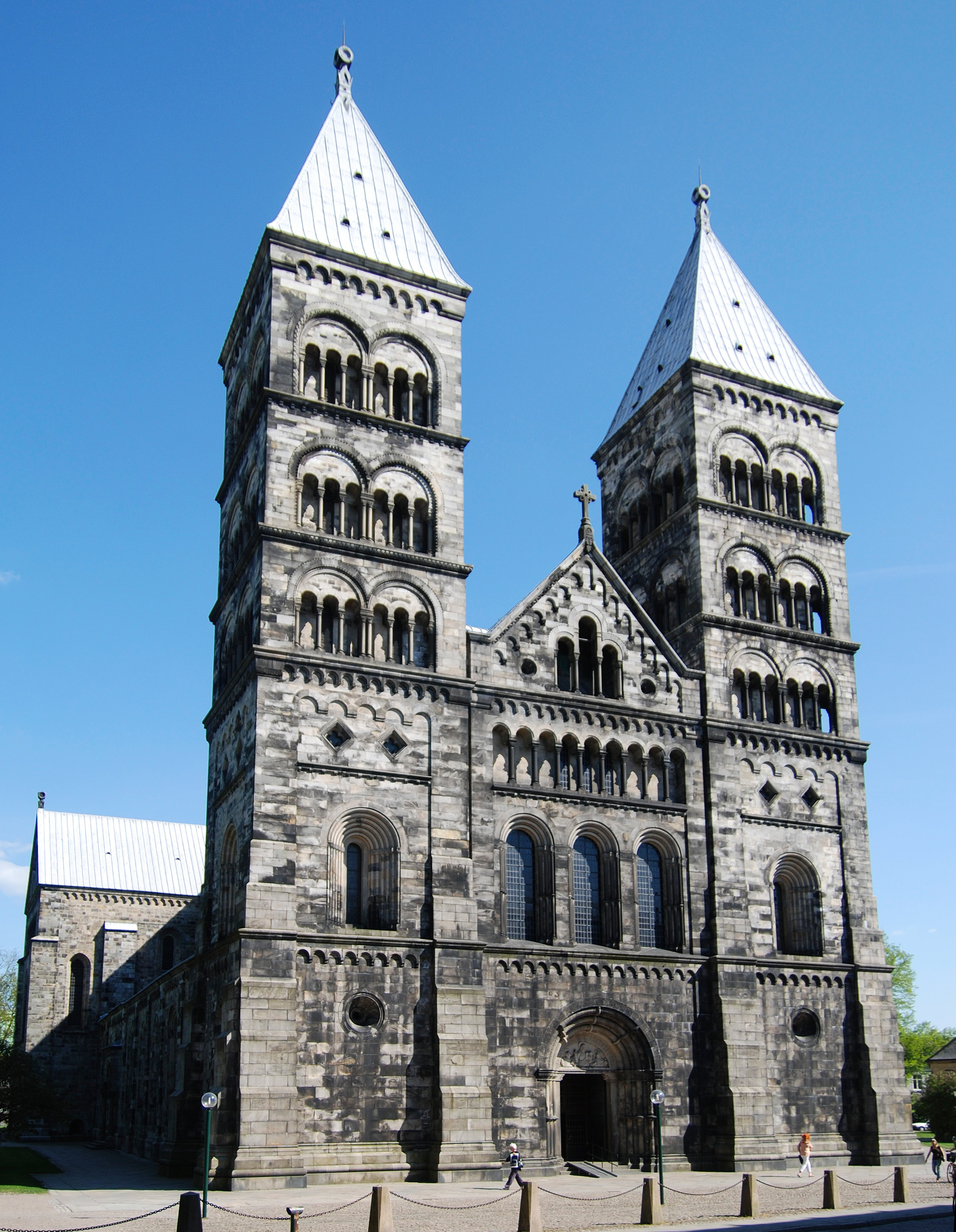
Catedrala din Lund

Catedrala din Lund (Lunds domkyrka) situată în grădina Lundagård, în centrul orașului Lund (Suedia) este cea mai mare catedrală romanică din Scandinavia. Inițial catedrală romano-catolică, edificiul este în prezent catedrala Diecezei de Lund din cadrul Bisericii Suediei (Biserica Evanghelică-Luterană). Cu 700.000 de vizitatori în 2008, este principala atracție turistică a orașului Lund, și unul dintre cele mai vizitate 20 de situri din Suedia.
În data de 31 octombrie 2016 a fost vizitată de papa Francisc, cu ocazia împlinirii a 500 de ani de la reforma protestantă, în semn de reconciliere cu bisericile evanghelice.